# Heterixalus betsileo
Heterixalus betsileo (Grandidier, 1872) è una rana della famiglia Hyperoliidae, endemica del Madagascar.

## Descrizione

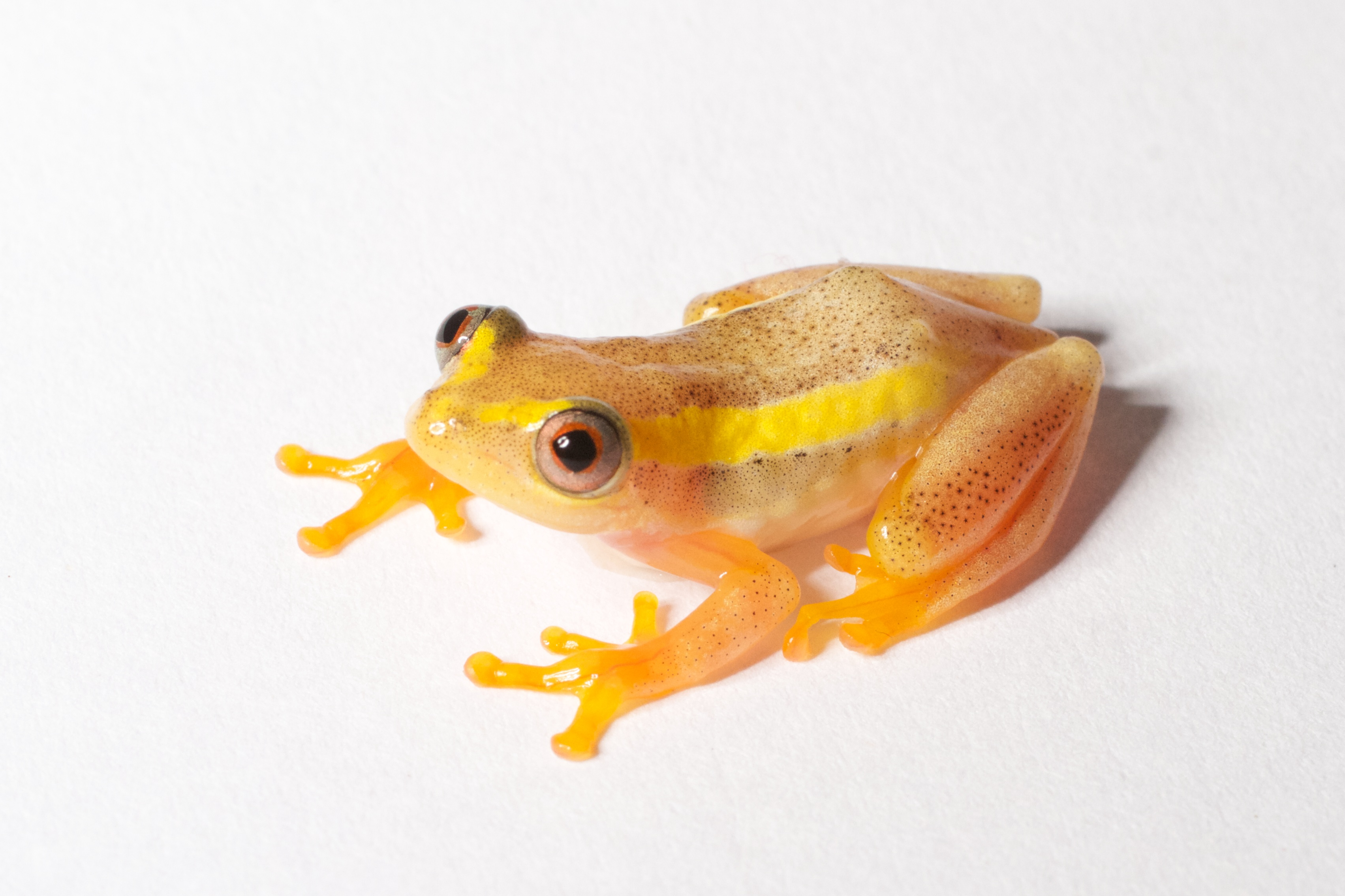

È una rana di taglia medio-piccola che raggiunge 18–28 mm di lunghezza.
Il dorso ha una colorazione variabile dal beige al verde con ampie bande dorsolaterali giallastre contornate di nero. Il ventre è color crema, gli arti giallo-arancio.

## Biologia
Si riproduce in acque stagnanti, risaie e praterie allagate. Le uova, bianche e nere, sono deposte, in grappoli da 10 a 80, in ammassi gelatinosi fissati alla vegetazione, a pelo d'acqua. Con l'arrivo delle piogge le uova vengono sommerse. Alla schiusa i girini completano il loro sviluppo nella parte soleggiata delle pozze, spesso insieme a girini di altre specie, quali Mantidactylus alutus  e Ptychadena mascareniensis.

## Distribuzione e habitat
Questa specie è diffusa nel Madagascar centrale e orientale, tra 500 e 1.600 m di altitudine. Alcune segnalazioni nella parte settentrionale dell'isola necessitano di ulteriori conferme.